# Picnic ad Hanging Rock (Il lungo pomeriggio della morte)
Picnic ad Hanging Rock (Il lungo pomeriggio della morte) (Picnic at Hanging Rock) è un film del 1975 diretto da Peter Weir.
Il soggetto è tratto dall'omonimo romanzo della scrittrice Joan Lindsay.
È stato uno dei primi film australiani a ottenere visibilità internazionale e successo commerciale conferendo al regista Peter Weir fama mondiale, per distinguersi negli anni seguenti in pellicole come Gli anni spezzati, Witness, L'attimo fuggente e The Truman Show per citarne alcune. È stato distribuito anche col titolo Picnic a Hanging Rock.
Il carattere di giallo insoluto passa in secondo piano, focalizzando il dramma nei personaggi e nelle situazioni, in un contesto di rigore formale e morale vittoriano da un lato, e la Natura misteriosa e preminente dall'altro, elementi la cui narrazione si limita al cenno e al non detto, lasciando al pubblico l'interrogativo e la libera interpretazione.

## Trama
(Miranda)
Il giorno di San Valentino dell'anno 1900, un gruppo di studentesse di un prestigioso collegio australiano, a una cinquantina di chilometri da Melbourne, si reca per l'annuale picnic ai piedi del gruppo roccioso dell'Hanging Rock, sotto la sorveglianza delle insegnanti M.lle de Poitiers e Miss McCraw.
Nel pomeriggio quattro di loro ottengono il permesso di allontanarsi per esaminare da vicino le formazioni rocciose. Guidate da Miranda - la ragazza più ammirata del collegio - Marion, Irma e la più giovane e bruttina Edith, si incamminano per quella che dovrebbe essere una breve ascensione, incrociando il giovane Michael Fitzhubert, un nobile inglese in vacanza, anch'egli lì per una scampagnata con il domestico Albert.
Giunte stanche al termine della salita, le quattro fanciulle si stendono su uno spiazzo roccioso cadendo addormentate. Miranda al risveglio si toglie le scarpe e le calze riprendendo a incamminarsi, seguita da Marion e da Irma. Interdetta, Edith fa appello inutilmente alle altre e vedendole sparire dietro un costone, torna indietro in evidente stato di shock, gridando istericamente. Nello stesso momento il resto del gruppo si accorge della scomparsa dell'insegnante McCraw.
Il cocchiere riporta il rimanente gruppo al collegio, e viene dato l'allarme. Iniziano immediatamente le ricerche della Polizia senza trovare la minima traccia. Edith, interrogata, immemore dell'accaduto, riporta non senza imbarazzo di avere incrociato l'insegnante McCraw che saliva spedita senza la gonna.
Nel frattempo Michael Fitzhubert, ossessionato dal ricordo della bellezza di Miranda scorta brevemente, si avvia in segreto alla roccia con la complicità del domestico Albert, pretendendo di trascorrervi la notte. Il mattino dopo, preoccupato, il giovane torna sul luogo trovando il ragazzo ferito e in stato di shock. Accorso il carro ambulanza, Michael consegna segretamente all'amico un lembo di stoffa orlato di pizzo.
Di nuovo sul luogo il domestico rinviene Irma svenuta e lievemente ferita, i quali segni a ogni modo non giustificano gli otto giorni lì trascorsi dalla sua scomparsa. Anche ella in preda ad amnesia non può essere di alcun aiuto. Ritirata dal collegio, saluta per l'ultima volta le sue compagne, ma viene da esse aggredita istericamente, convinte di una sua reticenza sui fatti.
Dichiarata la morte presunta delle scomparse, l'arcigna direttrice Mrs. Appleyard sfoga su Sara la propria frustrazione e probabile gelosia, essendo l'allieva profondamente innamorata di Miranda, intimandola di lasciare presto il collegio con il pretesto di una morosità del suo tutore.
Al pensiero di dover tornare in orfanotrofio, Sara cade in un profondo stato di angoscia, per essere rinvenuta la mattina dopo morta suicida. Divenuti gli avvenimenti oramai di pubblico dominio, Mrs. Appleyard si reca alla Hanging Rock, origine di tutta la sua sventura, per essere ritrovata morta più o meno incidentalmente ai piedi di una roccia.

## Produzione
A dispetto di alcune dichiarazioni dell'Autrice, lasciando intendere si fosse ispirata a dei fatti di cronaca, gli eventi e i personaggi sono immaginari, così l'articolo di giornale presente nell'epilogo. I giorni della settimana non corrispondono alle date.
Il film di Peter Weir è fedele allo svolgimento della storia e all'atmosfera del romanzo, anche se alcune parti sono state omesse o ridotte (per esempio la vicenda di Albert e della sorella Sarah o la morte della signorina Lumley).
Inizialmente si era pensato a Ingrid Mason per il ruolo di Miranda, che ottenne invece Anne-Louise Lambert: la Lambert dichiarò in un'intervista di aver avuto la parte non per l'abilità come attrice, ma perché più magra della prima scelta. La Mason ebbe il ruolo di Rosamund.
La troupe arrivò sul set di Adelaide per iniziare la lavorazione il 14 febbraio 1975, giorno di inizio della vicenda nella finzione. Il film fu girato ad Hanging Rock e nella residenza di Martindale Hall, nell'Australia Meridionale, per la scena del collegio.
Le interpreti esordienti nel ruolo delle studentesse, furono doppiate da professioniste non accreditate. L’attrice gallese Rachel Roberts, interprete della direttrice, entrò in scena successivamente e le colleghe giovani le si coalizzarono contro, assimilandola al rude personaggio. L'anziana donna ottenne dal regista di poter recitare delle scene davanti a una parete bianca, onde evitare il clima ostile.

## Colonna sonora
La colonna sonora, in particolare i brani di Gheorghe Zamfir per flauto di pan e organo, ha un ruolo determinante nella riuscita del film: «Con la sua melodia languida e stregante, il “flauto di pan” accompagna al mistero e alla morte la fanciulla in fiore di Picnic a Hanging Rock. È uno di quei motivi musicali legati indissolubilmente a un film. Ogni altra musica – il commento originale, i contributi di Beethoven e Bach – si poteva dimenticare. Tutto, ma non il semplice, insistente tema che serpeggia sul flauto di Gheorghe Zamfir, col suo senso del remoto, con la sua aderenza alla sua primordiale natura. Molto dell'incanto del film deriva da quello strumento. »

## Distribuzione
Il film fu proiettato per la prima volta all'Hindley Cinema Complex di Adelaide l'8 agosto 1975.
In Italia fu presentato al XXII Festival di Taormina nel luglio 1976, aggiudicandosi il “Gran premio delle Nazioni” quale miglior film. Uscì nelle sale il 18 marzo 1977.

## Accoglienza
La pellicola riscosse del parere prevalentemente positivo dalla Critica italiana. Tullio Kezich, all'epoca critico di Repubblica e Panorama, lo definì «testimonianza di cinematografia ad alto livello [...] che ha vinto meritatamente il festival di Taormina. »
Di parere analogo Callisto Cosulich su Paese Sera, indicandolo quale "prova del giovane ma già maturo cinema australiano".
Entusiasta anche Morando Morandini (Il Giorno): «Che eleganza in questo film australiano che coniuga una sapiente rievocazione dell'epoca vittoriana con la magia di una natura selvaggia e impenetrabile. Attraverso immagini preziose passa la corrente di un'aguzza critica sociale. »
E Guglielmo Biraghi sul Messaggero: «Semplicemente, uno dei film più ricchi, suggestivi, misteriosi, struggenti, affascinanti ch'io abbia mai visto» mentre Carlo Laurenzi (il Giornale Nuovo) scrisse: «nessun regista che io conosca possiede, come Peter Weir, una sensibilità così letterariamente ermetica. »
Invece Giovanni Grazzini, critico del Corriere della sera, pur usando espressioni di elogio definì Weir «uno stregone di sublime ruffianeria», e quando il film venne distribuito nei cinema aggiunse che «questo regista galeotto sa vendere la sua merce con la scaltrezza di chi allaccia il pubblico con corde impalpabili. »
Da notare come all'epoca di uscita il film fu indicato quale una storia vera, poiché i critici avvalorarono il commento fuori campo in Italiano che accompagna la didascalia originale nell'introduzione: «Di ciò che accadde allora questo film è il resoconto... »
Per il ventennale dell'ingresso nelle sale italiane, il film uscì in edicola con il quotidiano L'Unità in un doppio supplemento, la videocassetta VHS e il libro da cui è tratto.

## Riconoscimenti
- 1976 - AFI Awards
  - Candidatura per il miglior film
  - Candidatura per il miglior regista a Peter Weir
  - Candidatura per la miglior attrice a Helen Morse
  - Candidatura per la miglior attrice non protagonista a Anne-Louise Lambert
  - Candidatura per il miglior attore non protagonista a Tony Llewellyn-Jones
  - Candidatura per la miglior sceneggiatura a Cliff Green
  - Candidatura per la miglior fotografia a Russell Boyd
- 1977 - Premi BAFTA
  - Migliore fotografia a Russell Boyd
  - Candidatura per i migliori costumi a Judith Dorsman
  - Candidatura per la migliore colonna sonora a Greg Bell e Don Connolly
- 1976 - British Society of Cinematographers Awards
  - Candidatura per la miglior fotografia a Russell Boyd
- 1979 - Saturn Awards
  - Miglior fotografia a Russell Boyd
  - Candidatura per la miglior sceneggiatura a Cliff Green
- 1976 - Taormina Film Fest
  - Cariddi d'oro per il miglior film[15]